# KPNA5
A subunidade alfa-6 da importação é uma proteína que em humanos é codificada pelo gene KPNA5. A proteína KPNA5 pertence à família de proteínas importina α e acredita-se que esteja envolvida na importação de proteínas dependentes de NLS no núcleo.